# Polaire (actrice)

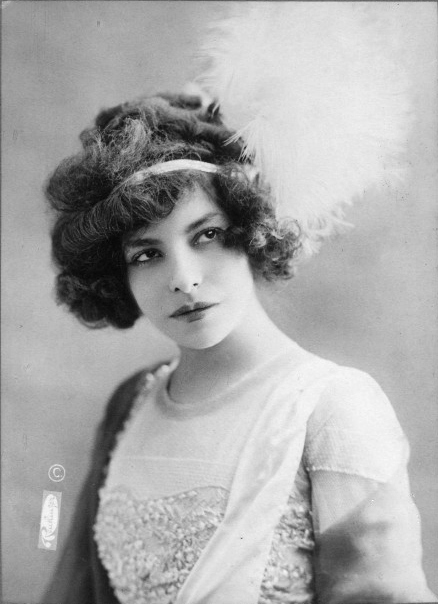
Polaire, foto Léopold Reutlinger

Polaire, artiestennaam van Émilie Marie Bouchaud (Algiers, 14 mei 1874 – Champigny-sur-Marne, 14 oktober 1939), was een Frans zangeres, danseres en actrice uit de belle époque.

## Leven
Bouchaud werd geboren in Algerije. Haar moeder kreeg volgens haar memoires elf kinderen, van wie er slechts vier de kindertijd overleefden. Na de dood van haar vader, toen ze vijf was, werd ze voornamelijk opgevoed door haar grootmoeder. Nadat haar moeder een nieuwe relatie had gekregen verhuisde de familie in 1889 naar Parijs. Via haar broer Edmond, die als café-zanger werkte, begon ze aan het begin van de jaren 1890 te werken als zangeres en danseres in variété-theaters. In deze wereld zou ze onder haar artiestennaam Polaire uitgroeien tot een van de grote sterren van de belle époque. Met name in de periode 1895-1914 was ze erg succesvol, waarbij ze vanaf 1900 als serieus artieste werd geaccepteerd en in alle grote theaters optrad. Een van haar grootste successen vierde ze in 1902 in het Théâtre des Bouffes-Parisiens, in de titelrol van Colette's Claudine à Paris. Polaire trok ook de aandacht van het buitenland: ze toerde twee keer als chansonnière door de Verenigde Staten en trad bijvoorbeeld ook op in het Coliseum theater te Londen.
Vanaf 1909 zou Polaire ook naam maken als filmactrice, waarbij ze vaak komische rollen speelde. In de periode 1912-1913 speelde ze in zes films van de populaire Franse filmregisseur Maurice Tourneur. Tijdens de Eerste Wereldoorlog deed ze veel aan fondsenwerving in Londen. Na de oorlog zou ze mede om financiële redenen nog tot midden jaren dertig doorgaan met zingen en acteren, zij het met duidelijk minder succes dan daarvoor. Ze overleed in 1939, op 65-jarige leeftijd.

## Uiterlijk
Wellicht nog meer dan als zangeres en actrice viel Polaire op door haar uiterlijk. Ze werd het prototype van de toenmalige mode waarbij via strakke corset-inbinding een zandloperfiguur werd gecreëerd. Haar taille mat zo'n 41 centimeter, bij een ruime busteomvang van 97 centimeter en een lengte van 1,60 meter. Onder de 'beau monde' van Parijs werden veel discussies gevoerd of dit nu mooi moest zijn of niet. Polaire viel verder op door haar zware make-up in Arabische stijl, haar overdadige klederdracht met bont, veel juwelen en vaak korte rokken, en haar korte bob-kapsel, ruim voordat dit rond 1920 in de mode kwam.
De verschijning van Polaire was ook populair onder kunstenaars, waaronder Henri de Toulouse-Lautrec, Antonio de La Gandara, Leonetto Cappiello, Jean Sala, en de fotografen Nadar en Léopold Reutlinger, die haar allen portretteerden.

## Galerij

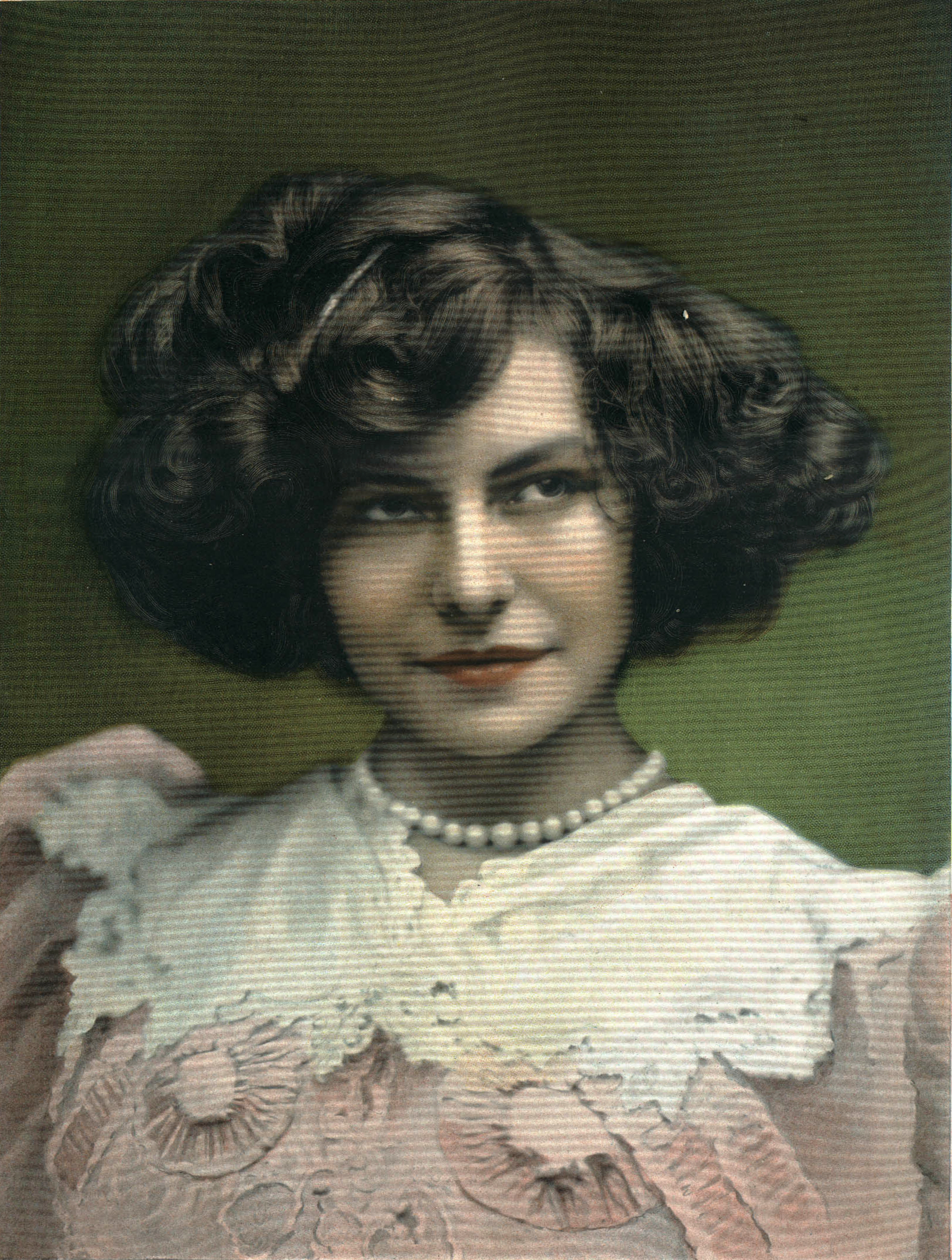
Rond 1900
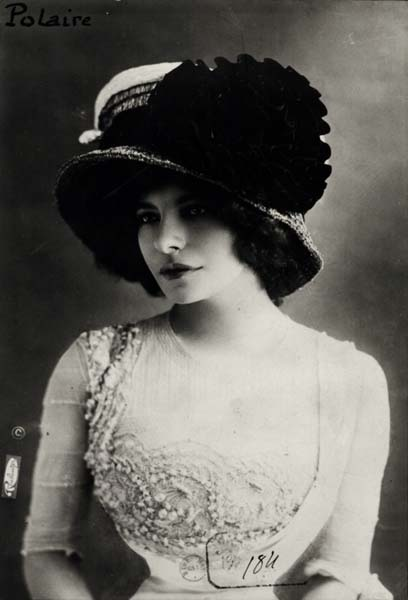
Foto Léopold Reutlinger
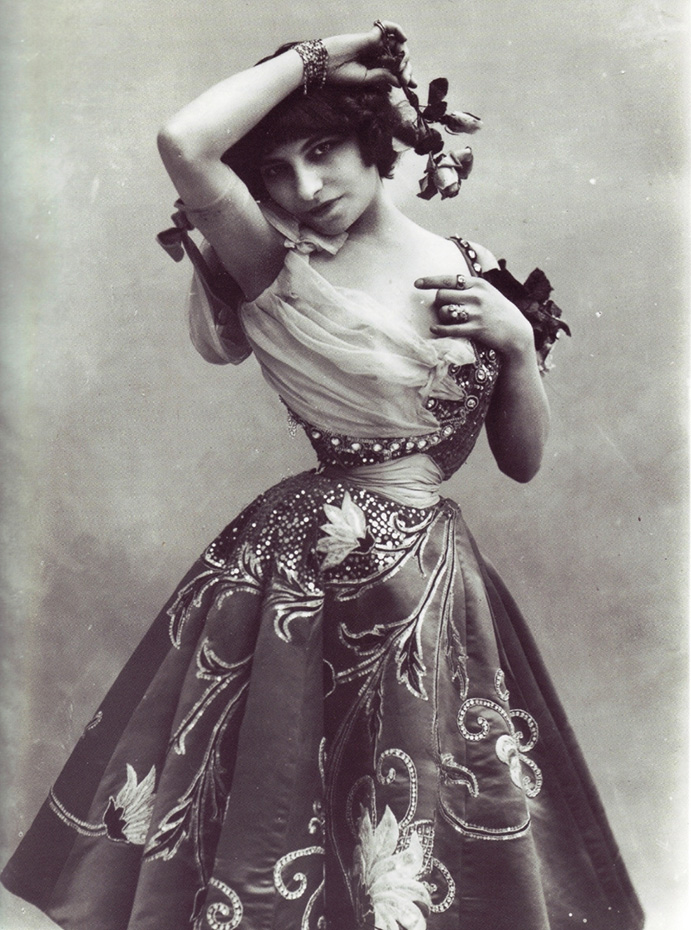
Foto Nadar
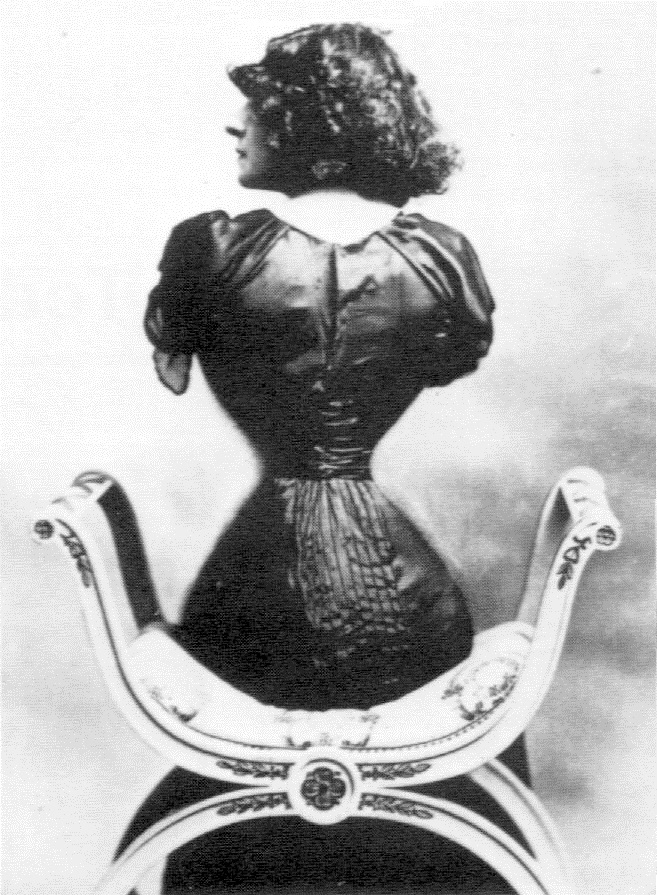
Zandloperfiguur
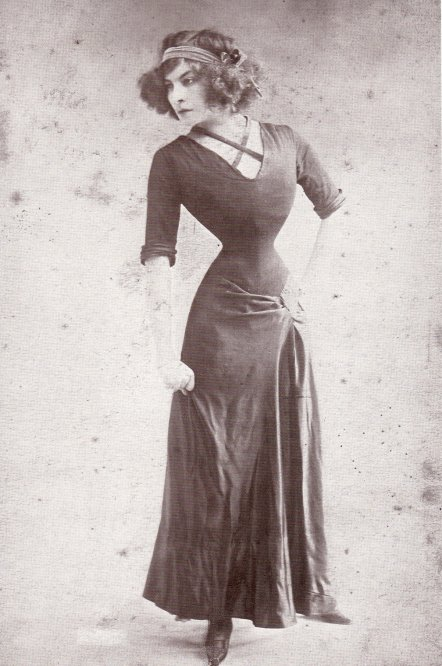
Circa 1905
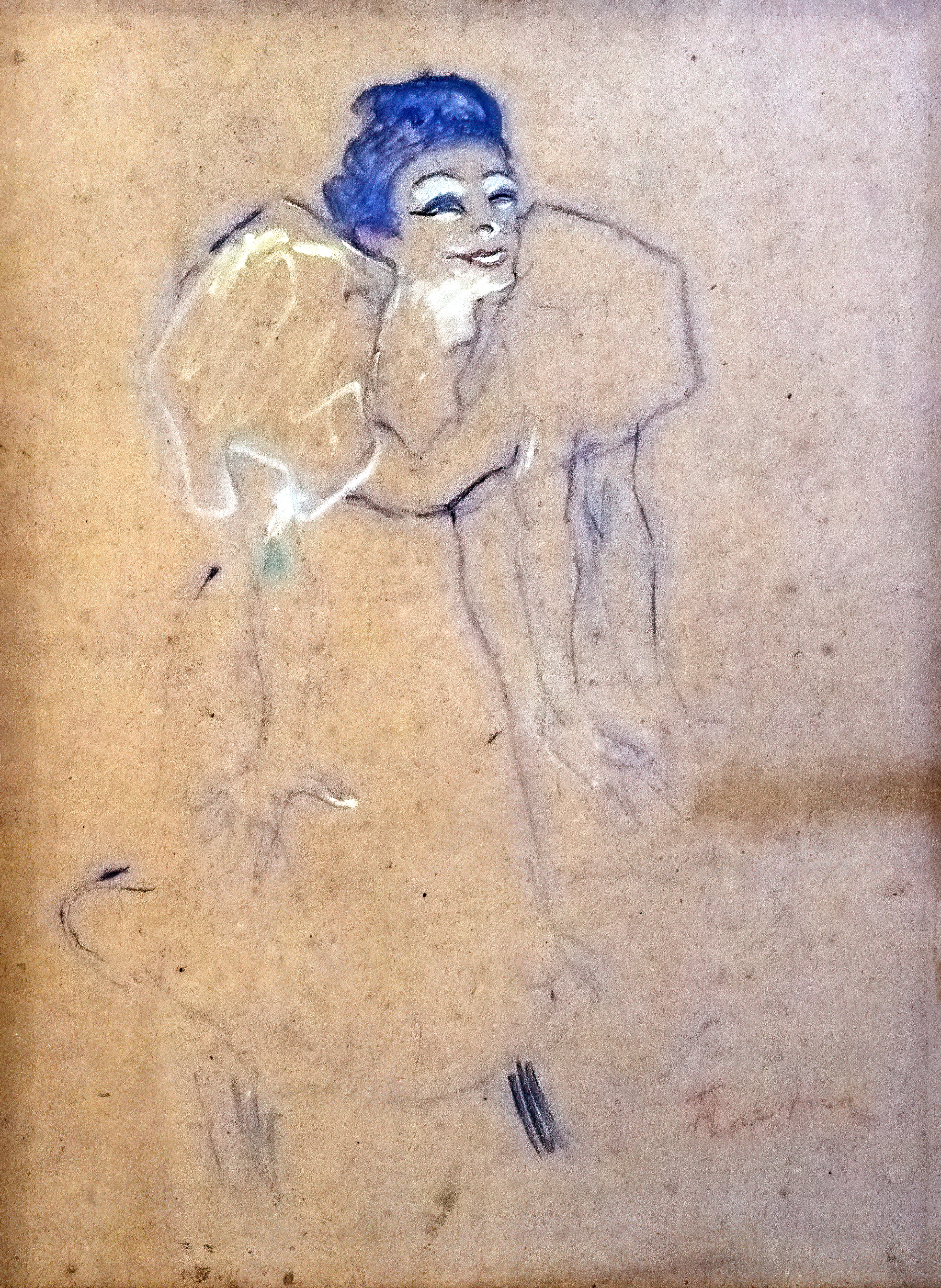
1895 - Toulouse-Lautrec
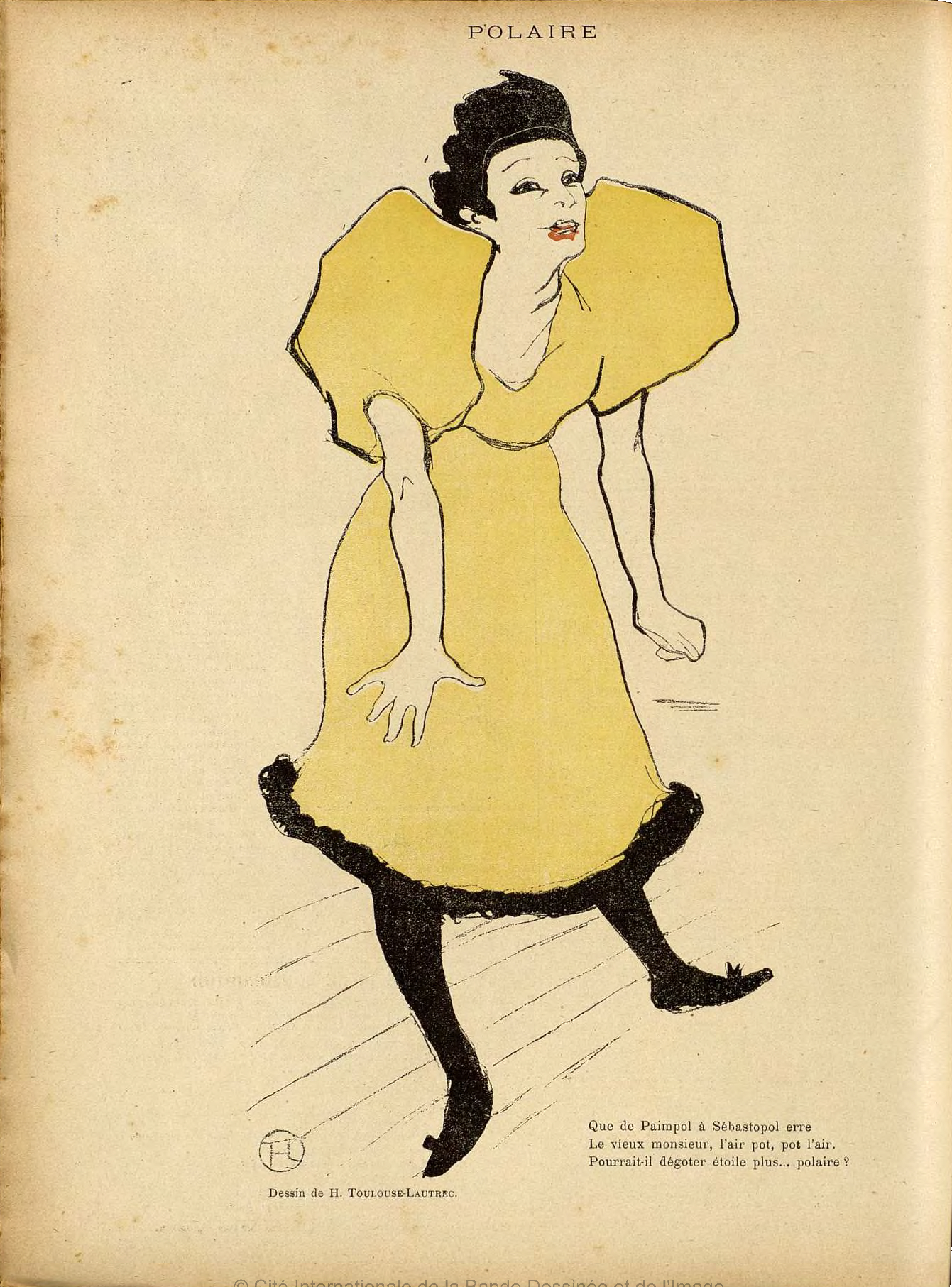
Door Henri de Toulouse-Lautrec
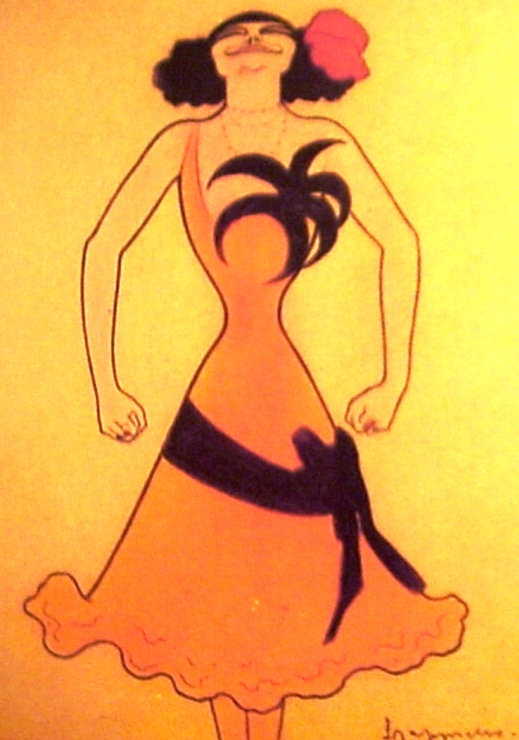
Door Leonetto Cappiello
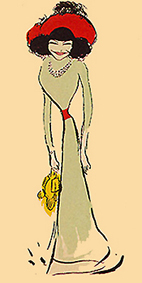
Door Sem
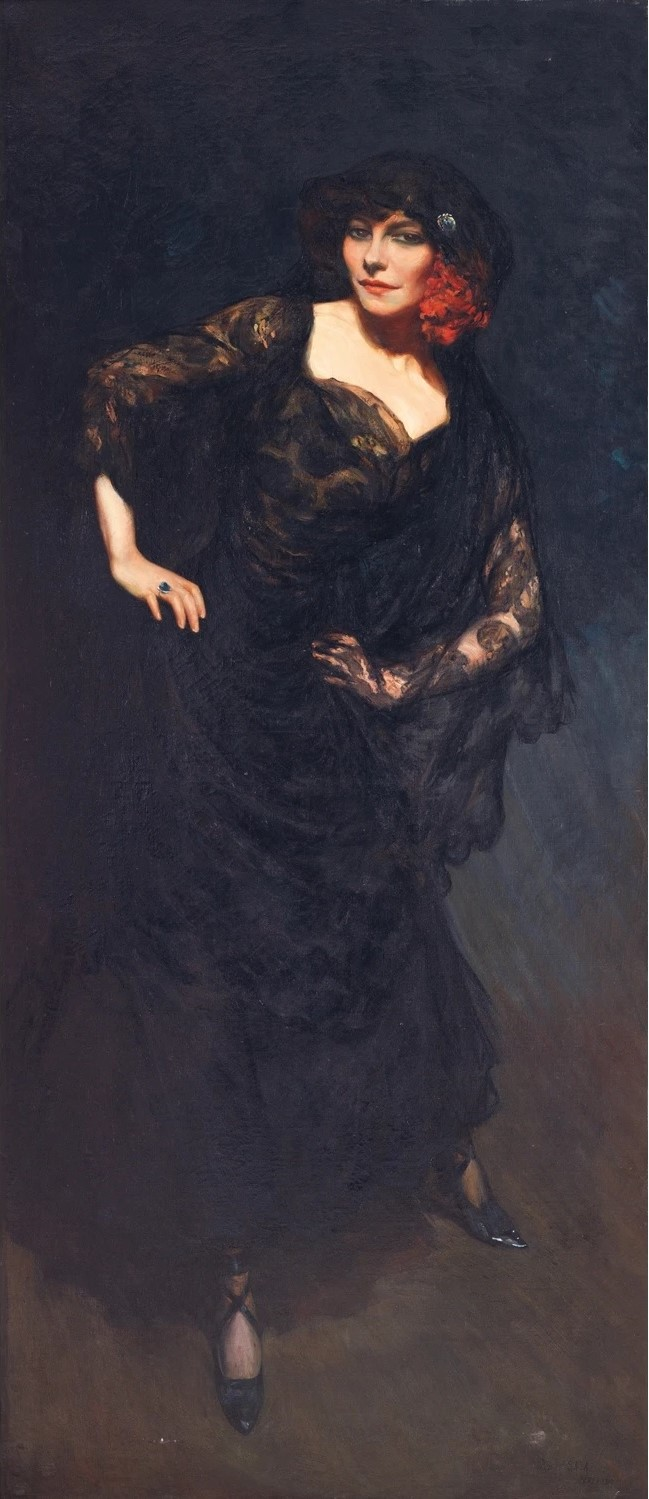
Door Jean Sela
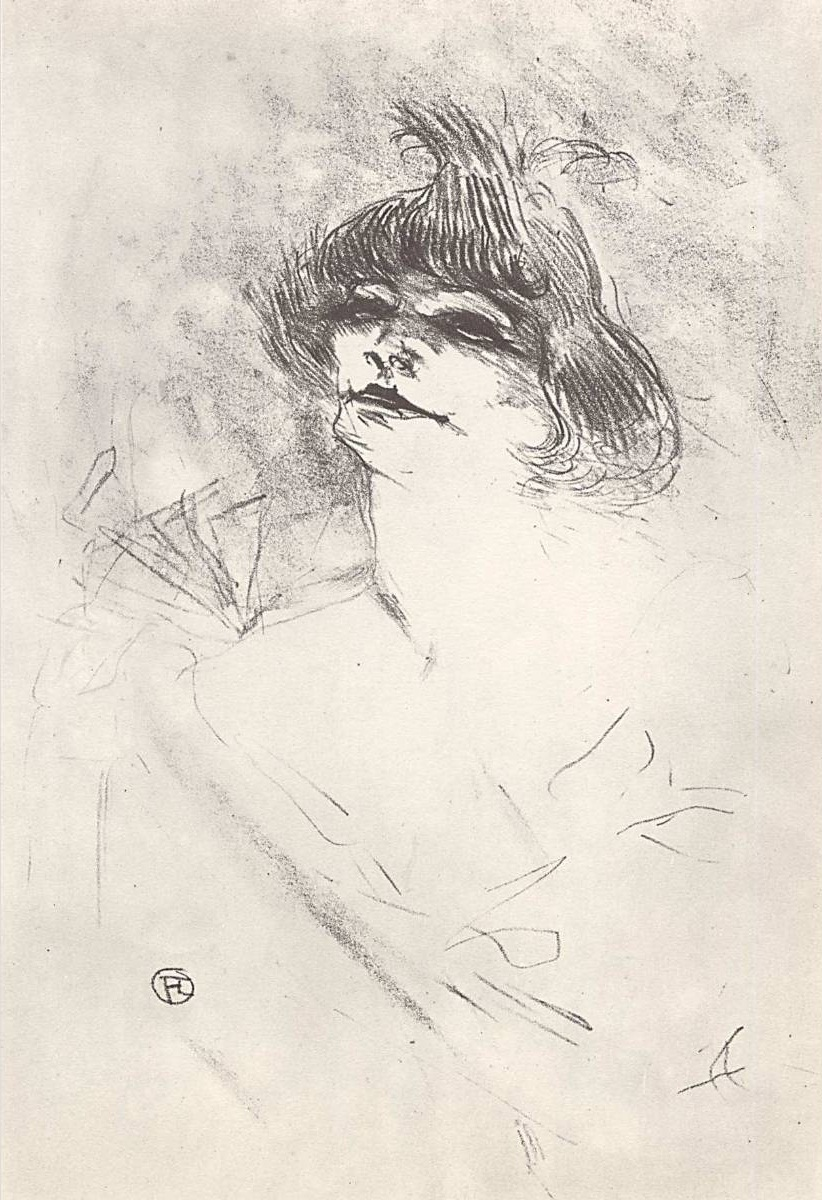
Door Henri de Toulouse-Lautrec